# Associação Egípcia de Futebol

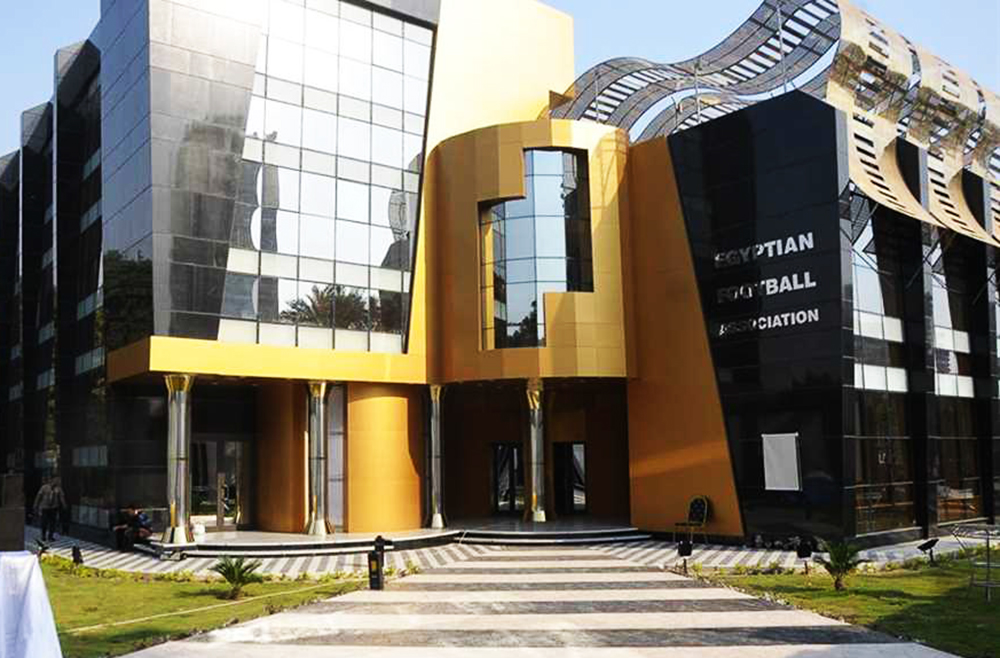
Sede da Associação Egípcia de Futebol.

A Associação Egípcia de Futebol (árabe: اتحاد كرة القدم المصري) é uma federação afiliada à CAF, UAFA, UNAF e à FIFA. Ela é responsável pelo Campeonato Egípcio de Futebol, Copa do Egito de Futebol, Supercopa do Egito e pela Seleção Egípcia.